# Cupid's Chokehold
Singles de Gym Class Heroes
Papercuts
(2005) The Queen and I
(2006)
Cupid's Chokehold est un single de Gym Class Heroes en collaboration avec Patrick Stump du groupe Fall Out Boy, sorti pour la première fois en mars 2005 d'après l'album The Papercut Chronicles, et réenregistré à l'occasion de la sortie de l'album As Cruel as School Children en novembre 2006. Ce titre est une reprise de la chanson Breakfast in America du groupe Supertramp.

## Classement hebdomadaire
| Classement (2007)                  | Meilleure position |
| ---------------------------------- | ------------------ |
| Allemagne (Media Control AG)       | 45                 |
| Australie (ARIA)                   | 14                 |
| Autriche (Ö3 Austria Top 40)       | 42                 |
| Belgique (Flandre Ultratip 100)    | 7                  |
| Canada (Hot 100)                   | 3                  |
| Danemark (Tracklisten)             | 34                 |
| États-Unis (Hot 100)               | 4                  |
| États-Unis (Adult Pop Songs)       | 18                 |
| États-Unis (Pop Airplay)           | 1                  |
| Finlande (Suomen virallinen lista) | 9                  |
| Irlande (IRMA)                     | 3                  |
| Italie (FIMI)                      | 12                 |
| Nouvelle-Zélande (RMNZ)            | 6                  |
| Pays-Bas (Nederlandse Top 40)      | 8                  |
| Tchéquie (IFPI Rádio)              | 65                 |
| Royaume-Uni (UK Singles Chart)     | 3                  |
| Slovaquie (IFPI Rádio)             | 48                 |
| Suède (Sverigetopplistan)          | 38                 |
| Suisse (Schweizer Hitparade)       | 34                 |

## Historique de sortie
| Région                       | Date            |
| ---------------------------- | --------------- |
| Amérique du Nord             | Mars 2005       |
| Amérique du Nord (réédition) | 7 novembre 2006 |
| France                       | 30 avril 2007   |
| Royaume-Uni                  | 7 mai 2007      |